# Catalog 3
Албумът Catalog 3 е продуциран и записан от Boards of Canada. Издаден е от техния собствен лейбъл Music70 през 1987 на аудио касета, но през 1997 е преиздаден във вид на компакт диск. И двете издания са редки и се предполага, че малкото бройки от тиража са притежание предимно на хора близки на групата.

## Опис
1. Line Two (10:42)
2. Drone 18 (6:40)
3. Drone 20 (5:55)
4. Breach Tones (8:13)
5. Visual Drone 12 (13:21)
6. Stowed Under (4:15)
7. Powerline (2:22)
8. Press (5:08)